# Wacław Kryński (wojskowy)
Wacław Kryński h. Przeginia (ur. 8 sierpnia 1898 w Radomiu, zm. 12 lipca 1980 w Toruniu) – polski inżynier rolnik, major kawalerii Wojska Polskiego, dwukrotny kawaler Orderu Virtuti Militari.

## Życiorys
Urodził się 8 sierpnia 1898 roku w Radomiu, w wielodzietnej rodzinie Adama i Anny z Majewskich. Do 1914 uczęszczał do gimnazjum w Lubartowie. W 1915 roku uciekł z rodzinnego domu z bratem Zygmuntem do I Brygady Legionów Polskich. Wcielony do sekcji, gdzie awansuje na dowódcę. W 1917 roku, po kryzysie przysięgowym, działał w Polskiej Organizacji Wojskowej pod przybranym nazwiskiem „Ciesiński” oraz pracował jako praktykant rolny w majątku Szczuchnia.
W listopadzie 1918 roku został przyjęty do Wojska Polskiego i jako podchorąży przydzielony do 1 pułku szwoleżerów Józefa Piłsudskiego. W jego szeregach walczył na wojnie z bolszewikami, Został ranny pod Mińskiem Litewskim. W 1921 roku złożył maturę w gimnazjum im. Mikołaja Reja w Warszawie. W tym samym roku został odznaczony krzyżem „Virtuti Militari” V klasy, a także czterokrotnie Krzyżem Walecznych. 16 listopada 1923 roku został przemianowany z dniem 1 listopada 1923 roku na oficera zawodowego w stopniu porucznika ze starszeństwem z 1 czerwca 1920 i 32. lokatą w korpusie oficerów jazdy. 2 kwietnia 1929 roku został awansowany na rotmistrza ze starszeństwem z dniem 1 stycznia 1929 roku i 10. lokatą w korpusie oficerów kawalerii. 20 września 1930 roku został przeniesiony do Gabinetu Ministra Spraw Wojskowych, marszałka Polski Józefa Piłsudskiego, a latach 1932–1935 był jego adiutantem ds. specjalnych.
W 1931 roku wespół z pułkownikiem Janem Karczem opracował „Zarys Historii Wojennej 1-go pułku szwoleżerów Józefa Piłsudskiego”.
W 1934 roku został przeniesiony do Szkoły Podchorążych dla Podoficerów w Bydgoszczy na stanowisko dowódcy szwadronu szkolnego. Na majora został awansowany ze starszeństwem z dniem 1 stycznia 1936 w korpusie oficerów kawalerii. W 1937 roku objął dowództwo dywizjonu kawalerii KOP „Niewirków” w Niewirkowie koło Równego.
Po agresji ZSRR na Polskę 17 września 1939 roku wycofuje się na zachód i 28 września dołącza do Podlaskiej Brygady Kawalerii. Za przedarcie się dyonu z Niewirkowa do Podlaskiej Brygady Kawalerii oraz bohaterstwo w bitwie bitwie pod Kockiem zostaje uhonorowany przez gen. Franciszka Kleeberga Krzyżem Złotym Orderu Virtuti Militari. Order ten został mu doręczony dopiero po wojnie w 1969 roku (przesłany został pocztą przez władze komunistyczne). Po przegranej bitwie trafia do niewoli i zostaje osadzony w Oflagu VII A w Murnau.
Po wyzwoleniu obozu w kwietniu 1945 roku udał się do Włoch. W czerwcu tego roku został przydzielony do  6 pułku pancernego „Dzieci Lwowskich”. W latach 1946–1947 był zastępcą dowódcy 25 pułku Ułanów Wielkopolskich w Anglii.
W październiku 1946 roku powrócił do Polski. W Gdańsku, po 8 latach rozstania, spotkał się z żoną. Przeprowadził się wraz z rodziną do Torunia i rozpoczął pracę w rolnictwie (cukrownictwo potem melioracja). Ukończył studia rolnicze w Szkole Głównej Gospodarstwa Wiejskiego w Warszawie i uzyskał dyplom inżyniera rolnika. Do emerytury zajmował stanowisko głównego specjalisty do spraw zagospodarowania pomelioracyjnego łąk i pastwisk. Należał do Związku Zawodowego Pracowników Rolnych oraz pracował aktywnie w NOT, w Stowarzyszeniu Inżynierów i Techników Wodnych i Melioracyjnych. Zmarł 12 lipca 1980 roku w Toruniu i został pochowany na toruńskim cmentarzu św. Jerzego.
W 1925 roku poślubił Heleną Bogusławską (herbu Jastrzębiec), z którą miał dwie córki: Annę Teresę (ur. 20 stycznia 1927) i Ewę (ur. 27 stycznia 1931).

## Ordery i odznaczenia
- Krzyż Złoty Orderu Wojennego Virtuti Militari (za kampanię wrześniową 1939 r.)[12][13][1]
- Krzyż Srebrny Orderu Wojskowego Virtuti Militari (30 czerwca 1921)[14][2]
- Krzyż Niepodległości (2 sierpnia 1931)[15]
- Krzyż Walecznych (czterokrotnie)[16]
- Złoty Krzyż Zasługi (11 listopada 1938)[17]
- Srebrny Krzyż Zasługi (10 listopada 1928)[18]
- Medal Pamiątkowy za Wojnę 1918–1921[16]
- Medal Dziesięciolecia Odzyskanej Niepodległości[16]
- Srebrny Medal za Długoletnią Służbę
- Brązowy Medal za Długoletnią Służbę
- Odznaka za Rany i Kontuzje
- Państwowa Odznaka Sportowa[16]
- Odznaka Strzelecka[16]
- Odznaka 1 Pułku Szwoleżerów Józefa Piłsudskiego[16]
- Złota Odznaka Honorowa NOT[12]
- Srebrna Odznaka Honorowa NOT[12]
- Kawaler Orderu Legii Honorowej (Francja, 30 grudnia 1932)[16]
- Medal 10 Rocznicy Wojny Niepodległościowej (Łotwa)

## Upamiętnienie
W dniu 20 czerwca 2013 roku radni miasta Torunia uchwalili nadanie nazwy ulicy imienia majora Wacława Kryńskiego.